# Nangetty
Nangetty is een plaats in de regio Mid West in West-Australië.
Het maakt deel uit van het lokale bestuursgebied (LGA) Shire of Mingenew, waarvan Mingenew de hoofdplaats is. In 2021 telde Nangetty 20 inwoners.
Nangetty ligt 379 kilometer ten noorden van de West-Australische hoofdstad Perth, 100 kilometer ten zuidoosten van Geraldton en 19 kilometer ten noorden van het aan de Midlands Road gelegen Mingenew.